# Sarbiewo (gromada)
Sarbiewo – dawna gromada, czyli najmniejsza jednostka podziału terytorialnego Polskiej Rzeczypospolitej Ludowej w latach 1954–1972.
Gromady, z gromadzkimi radami narodowymi (GRN) jako organami władzy najniższego stopnia na wsi, funkcjonowały od reformy reorganizującej administrację wiejską przeprowadzonej jesienią 1954 do momentu ich zniesienia z dniem 1 stycznia 1973, tym samym wypierając organizację gminną w latach 1954–1972.
Gromadę Sarbiewo z siedzibą GRN w Sarbiewie utworzono – jako jedną z 8759 gromad na obszarze Polski – w powiecie płońskim w woj. warszawskim, na mocy uchwały nr VI/10/14/54 WRN w Warszawie z dnia 5 października 1954. W skład jednostki weszły obszary dotychczasowych gromad Budy Radzymińskie, Dłużniewo, Galomin, Jarocin, Pawłowo, Sarbiewo, Szymaki, Wola Dłużniewska i Wola Folwark ze zniesionej gminy Sarbiewo w tymże powiecie. Dla gromady ustalono 18 członków gromadzkiej rady narodowej.
1 stycznia 1958 do gromady Sarbiewo przyłączono wieś Jesionka ze zniesionej gromady Smardzewo w tymże powiecie.
31 grudnia 1959 do gromady Sarbiewo przyłączono wieś Galominek ze znoszonej gromady Rzewin oraz wsie Ćwiklinek, Słoszewo i Słoszewo Nowe ze znoszonej gromady Milewo w tymże powiecie.
Gromada przetrwała do końca 1972 roku, czyli do kolejnej reformy gminnej.